# Coupe d'Irlande féminine de football 2012
 (novembre 2016).
Navigation
Édition précédente Édition suivante
La Coupe d'Irlande féminine de football 2012 est la 24e édition de la Coupe d'Irlande féminine de football organisée par la Fédération d'Irlande de football.

## Déroulement de la compétition
Cinq tours sont organisés pour déterminer le vainqueur de la compétition.

### Nombre d'équipes par divisions et par tour
12 équipes participent à cette édition de la Coupe d'Irlande.

### Calendrier
- Premier tour
- Deuxième tour le 29 juillet 2012
- Quarts de finale le 2 septembre 2012
- Demi-finale le 23 septembre 2012
- Finale le 14 octobre 2012

## Deuxième tour
| Club                               | Score | Club                | Lieu de la rencontre |
| ---------------------------------- | ----- | ------------------- | -------------------- |
| Raheny United FC (B)               | 5-1   | Lagan Harps         |                      |
| Kildare & District Football League | 1-3   | Caherdavin Celtic   |                      |
| Lifford Ladies AFC                 | 4-2   | St. Catherine's LFC |                      |
| Shamrock Rovers                    | Ab    | Castlebar Celtic FC |                      |

## Quarts de finale
| Club                       | Score | Club                 | Lieu de la rencontre |
| -------------------------- | ----- | -------------------- | -------------------- |
| Wexford Youths Women's AFC | -     | Raheny United FC (B) |                      |
| Lifford Ladies AFC         | 2-1   | Caherdavin Celtic FC |                      |
| Cork Women's Football Club | -     | Peamount United      |                      |
| Raheny United              | -     | Castlebar Celtic     |                      |

## Demi-finales
| Club            | Score | Club                       | Lieu de la rencontre |
| --------------- | ----- | -------------------------- | -------------------- |
| Raheny United   | 3-0   | Wexford Youths Women's AFC | Morton Stadium       |
| Peamount United | 1-0   | Lifford Ladies             | Greenogue            |

## Finale
| Finale          | Raheny United | 2-1     | Peamount United | Dalymount Park                            |                                           |
| 14 octobre 2012 | Waldron 44e · Murray 90e | (1-1)   | Lawlor 6e | Spectateurs : 450 Arbitrage : Adam Conroy | Spectateurs : 450 Arbitrage : Adam Conroy |
| 14 octobre 2012 | Rapport |         | | Spectateurs : 450 Arbitrage : Adam Conroy | Spectateurs : 450 Arbitrage : Adam Conroy |
| 14 octobre 2012 | Emma Merrigan; Shauna Newman, Kate Flood, Seana Cooke, Megan Campbell; Rebecca Creagh, Ciara Grant, Rachel Graham, Siobhan Killeen; Mary Waldron, Noelle Murray | Équipes | Linda Meehan; Amy McLoghlin, Karen Duggan, Susan Byrne, Grace Murray; Melissa Haughton, Louise Quinn, Ruth Comerford, Julie-Ann Russell; Stephanie Roche, Sarah Lawlor | Spectateurs : 450 Arbitrage : Adam Conroy | Spectateurs : 450 Arbitrage : Adam Conroy |